# 테일즈런너
《테일즈런너》(영어: Tales Runner)는 대한민국의 [주]라온엔터테인먼트가 개발, 2005년에 출시된 캐주얼 온라인 게임이다. 과거 나우콤을 통해 서비스되었으나, 이후 스마일게이트가 퍼블리싱을 담당하게 되었다.
2024년 9월 10일, 스마일게이트의 서비스 빌드가 종료되었고, 9월 11일부터 개발사 자체 서비스(라온엔터테인먼트)로 변경되었다. 이 변경은 게임의 원활한 서비스를 위해 개발사와 퍼블리셔 간 합의에 따른 것이라고 한다.

## 책
- 테일즈런너 수학 킹왕짱
- 테일즈런너 직업체험
- 테일즈런너 나타부한 부수한자

## 시스템 요구사양

### 최소 사양
- CPU: Core2 Duo 이상
- SO: Windows 10 이상 (MAC OS 미지원)
- VGA: Radeon HD 5000 이상, GeForce GTS 400 이상
- RAM: 4GB

### 권장 사양
- CPU: Intel i5 3GHz or Ryzen 5 3Ghz 이상
- SO: Windows 10 이상 (MAC OS 미지원)
- VGA: Radeon HD 6000 이상, GeForce GTS 700 이상

- RAM: 8GB

## 수출
게임 개발국인 대한민국에서 일본(넷타임소프트), 중화민국,홍콩(펀타운), 중국(Shanda), 타이(play park), 미국(Gala-Net)으로 수출되었다. 일본에서는 게임 시장이 캐주얼 게임에서 MMORPG으로 전환되면서, 경영 초첨을 맞추기 위해 2007년 4월 30일에 서비스를 종료하였다. 또한, 2008년에는 미국과 중국에서 테일즈런너의 국제 대회인 올림픽이 열리기도 하였다.
2011년 1월 13일에 일본에서 넷타임소프트가 아닌 Rhaon Japan을 통해 테일즈런너가 재 서비스를 시작하였으나 2011년 6월 22일에 서비스가 종료되었다.